# Phytocoris borealis
Phytocoris borealis är en insektsart som beskrevs av Knight 1968. Phytocoris borealis ingår i släktet Phytocoris och familjen ängsskinnbaggar. Inga underarter finns listade i Catalogue of Life.